# Liste der Biografien/Peru
Liste der Biografien |
Portal Biografien |
Personensuche
# |
A |
B |
C |
D |
E |
F |
G |
H |
I |
J |
K |
L |
M |
N |
O |
P |
Q |
R |
S |
T |
U |
V |
W |
X |
Y |
Z |
?
 
Pa |
Pc |
Pe |
Pf |
Ph |
Pi |
Pj |
Pk |
Pl |
Pm |
Pn |
Po |
Pr |
Ps |
Pt |
Pu |
Pv |
Pw |
Py
 
Pea |
Peb |
Pec |
Ped |
Pee |
Pef |
Peg |
Peh |
Pei |
Pej |
Pek |
Pel |
Pem |
Pen |
Peo |
Pep |
Peq |
Per |
Pes |
Pet |
Peu |
Pev |
Pew |
Pex |
Pey |
Pez
 
Pera |
Perb |
Perc |
Perd |
Pere |
Perf |
Perg |
Perh |
Peri |
Perj |
Perk |
Perl |
Perm |
Pern |
Pero |
Perp |
Perq |
Perr |
Pers |
Pert |
Peru |
Perv |
Perw |
Pery |
Perz
Die Liste der Biografien führt alle Personen auf, die in der deutschsprachigen Wikipedia einen Artikel haben. Dieses ist eine Teilliste mit 50 Einträgen von Personen, deren Namen mit den Buchstaben „Peru“ beginnt.

## Peru

### Perua
- Peruaschew, Asat (* 1967), kasachischer Politiker

### Peruc
- Perucchini, Filippo (* 1991), italienischer Fußballspieler
- Perucconi, Enrico (1925–2020), italienischer Leichtathlet
- Peruchi, Maurício Alves (1990–2014), brasilianischer Fußballspieler
- Peruchín (1913–1977), kubanischer Pianist, Komponist und Arrangeur
- Perucho, Joan (1920–2003), katalanisch-spanischer Schriftsteller
- Peruci, Carlos Eloir (1951–2017), brasilianischer Fußballspieler

### Peruf
- Peruffo, Enrico (* 1985), italienischer Straßenradrennfahrer

### Perug
- Peruga, Joan (* 1954), andorranischer Schriftsteller
- Peruggia, Vincenzo (1881–1925), italienischer KunstdiebVincenzo Peruggia (1881–1925)

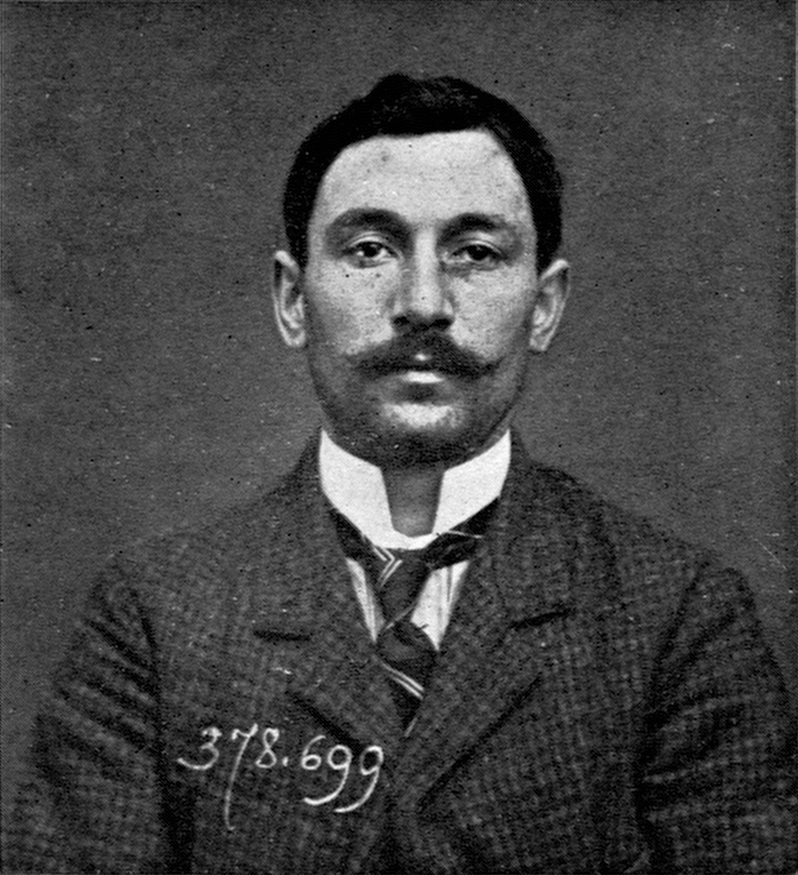
Vincenzo Peruggia (1881–1925)

- Perugini, Alfonso (* 1988), italienischer Schauspieler, Drehbuchautor und Regisseur
- Perugini, Giuseppe (1759–1829), italienischer Kurienbischof
- Perugini, Kate (1839–1929), britische Malerin
- Perugini, Stefano (* 1974), italienischer Motorradrennfahrer
- Perugino († 1523), italienischer Maler

### Peruj
- Perujo, Julián (* 1985), uruguayischer Fußballspieler

### Perum
- Perumal, Govind (1925–2002), indischer Hockeyspieler
- Perumal, Krishnamurty (* 1947), indischer Hockeyspieler
- Perumal, Murali (* 1978), deutscher Schauspieler
- Perumal, Wilson Raj (* 1965), singapurischer Spielmanipulator und Autor
- Perumattam, John (1921–2011), indischer Geistlicher, Bischof von Ujjain
- Perumow, Nik (* 1963), russischer Fantasy- und Science-fiction-Autor, einer der Gründer der russischen Fantasy
- Perumthottam, Joseph (* 1948), indischer Geistlicher, syro-malabarischer Erzbischof von Changanacherry

### Perun
- Peruničić, Nenad (* 1971), serbisch-montenegrinisch-deutscher Handballspieler und Handballtrainer
- Peruničić, Predrag (* 1967), serbischer Handballspieler
- Perunka, Sanna-Leena (* 1976), finnische Biathletin
- Perunović, Miloš (* 1984), serbischer Schachspieler
- Perunović, Miodrag (* 1957), jugoslawisch-montenegrinischer Boxer
- Perunović, Petar (1880–1952), Guslar
- Peruňská, Alžbeta (* 2000), slowakische Badmintonspielerin

### Perur
- Perurena, José (* 1945), spanischer Sportfunktionär
- Perurena, Txomin (1943–2023), spanischer Radrennfahrer

### Perus
- Peruschitz, Joseph (1871–1912), deutscher BenediktinerpaterJoseph Peruschitz (1871–1912)

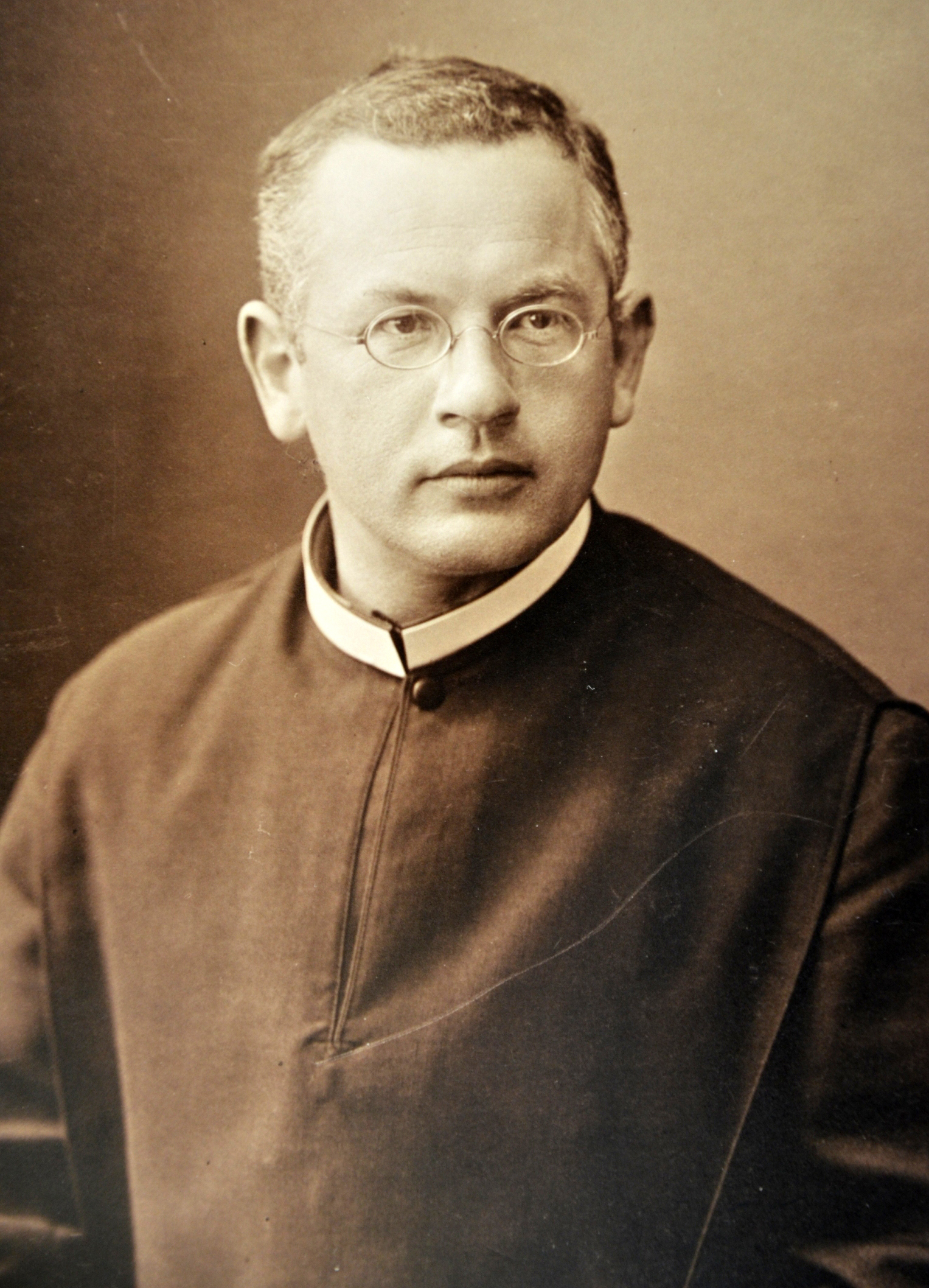
Joseph Peruschitz (1871–1912)

- Perušič, Ondřej (* 1994), tschechischer Beachvolleyballspieler
- Perušić, Željko (1936–2017), jugoslawischer Fußballspieler und -trainer
- Perusini, Gaetano (1879–1915), italienischer Psychiater
- Perusse d’Escars, Anne von (1546–1612), französischer Bischof von Metz und Kardinal der römisch-katholischen Kirche

### Perut
- Perutz, Alfred (1885–1934), österreichischer Dermatologe
- Perutz, Leo (1882–1957), österreichischer SchriftstellerLeo Perutz (1882–1957)

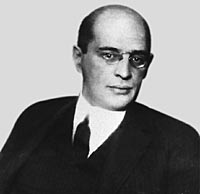
Leo Perutz (1882–1957)

- Perutz, Max Ferdinand (1914–2002), britischer Chemiker
- Perutz, Otto (1847–1922), deutscher Unternehmer
- Perutz, Robin (* 1949), britischer Chemiker

### Peruz
- Peruzović, Luka (* 1952), kroatischer Fußballspieler und -trainer
- Peruzzi, Angelo (* 1970), italienischer Fußballtorhüter und Fußballtrainer
- Peruzzi, Baldassare (1481–1536), italienischer Architekt und Maler
- Peruzzi, Giovanni Sallustio († 1572), italienischer Architekt und Maler
- Peruzzini, Antonio Francesco († 1724), italienischer Maler
- Peruzzo, Giovanni Battista (1878–1963), italienischer Ordensgeistlicher, Erzbischof von Agrigent
- Peruzzo, Guido (* 1949), deutscher Diplomat
- Peruzzo, José Antônio (* 1960), brasilianischer Geistlicher, Erzbischof von Curitiba